# 維滕貝格山
46°24′58.1″N 7°12′35.7″E / 46.416139°N 7.209917°E

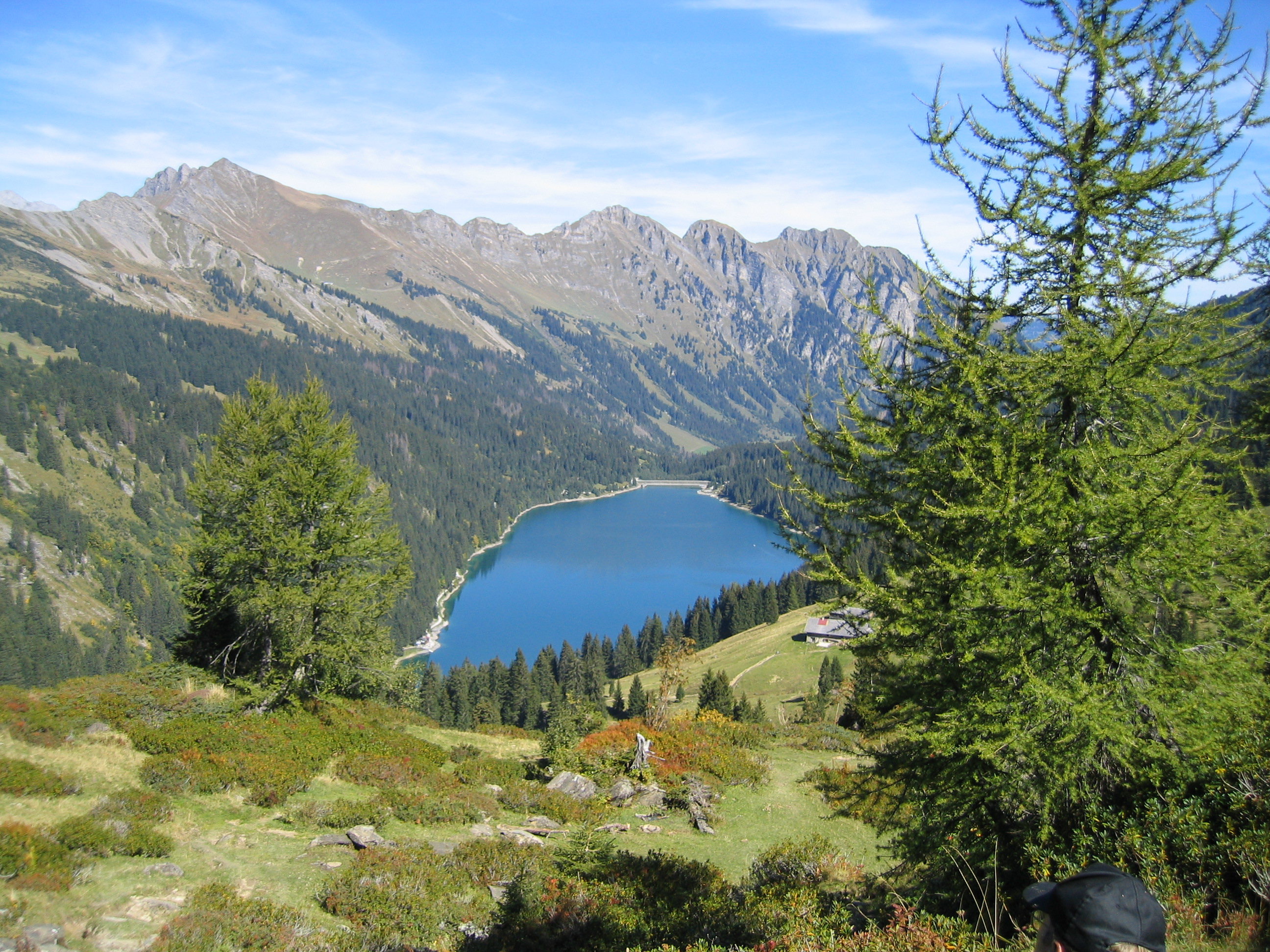

維滕貝格山（Witteberghore），是瑞士的山峰，位於該國西部，處於沃州和伯恩州接壤的邊界，屬於伯爾尼山的一部分，海拔高度2,350米，每年平均降雨量1,395毫米。